# Leioproctus atacama
Leioproctus atacama är en biart som beskrevs av Toro 1970. Leioproctus atacama ingår i släktet Leioproctus och familjen korttungebin. Inga underarter finns listade i Catalogue of Life.